# Кубок Беларуси по футболу 1993/1994
Кубок Беларуси по футболу 1993/1994 годов — 3-й розыгрыш ежегодного клубного турнира, второго по значимости в стране. Финал Кубка состоялся 24 июня 1994 года на стадионе «Динамо» в Минске. Обладателем трофея во 2-й раз стало минское «Динамо», обыгравшее бобруйский «Фандок» со счётом 3:1.
В турнире участвовали лишь 28 команд (большинство клубов из низших лиг не изъявили желания выступать в Кубке).

## 1/16 финала
Победитель определялся по итогам одного матча. Поскольку не удалось набрать нужное число участников, то в 1/8 финала досрочно вышли 4 клуба Первой лиги, которые были определены по итогам жеребьёвки.
| Дата        | Хозяева                      | Счёт           | Гости                     |
| ----------- | ---------------------------- | -------------- | ------------------------- |
| 3 июля 1993 | Обувщик (Лида, Д2)           | 1:2 (д.в.)     | Динамо Минск              |
| 3 июля 1993 | Сантанас (Самохваловичи, Д2) | 0:4            | Днепр (Могилёв)           |
| 3 июля 1993 | Заря (Языль, Д3)             | 0:9            | Динамо (Брест)            |
| 3 июля 1993 | Коммунальник (Пинск, Д2)     | 5:2            | Торпедо (Могилёв)         |
| 3 июля 1993 | Колос-Строитель (Устье, Д2)  | 1:2            | Строитель (Старые Дороги) |
| 3 июля 1993 | Полесье (Мозырь, Д2)         | 0:1            | Ведрич (Речица)           |
| 3 июля 1993 | Торпедо (Жодино, Д2)         | 1:1 (4:2 пен.) | Локомотив Витебск         |
| 3 июля 1993 | Смена (Минск, Д2)            | 1:3            | Фандок (Бобруйск)         |
| 3 июля 1993 | Альбертин (Слоним, Д2)       | 2:1            | Неман (Гродно)            |
| 3 июля 1993 | Легмаш (Орша, Д3)            | 1:3            | Торпедо (Минск)           |
| 3 июля 1993 | Атака-407 (Минск, Д3)        | 1:3            | Шинник (Бобруйск)         |
| 3 июля 1993 | Кардан Флайерс (Гродно, Д3)  | 1:0            | Динамо-93 (Минск)         |
|             |                              | -:+            | Молодечно                 |
|             |                              | -:+            | КИМ (Витебск)             |
|             |                              | -:+            | Гомсельмаш (Гомель)       |
|             |                              | -:+            | Шахтёр (Солигорск)        |

## 1/8 финала
Победитель определялся по итогам одного матча.
| Дата        | Хозяева                   | Счёт | Гости                       |
| ----------- | ------------------------- | ---- | --------------------------- |
| 7 июля 1993 | Гомсельмаш (Гомель)       | 0:1  | Шахтёр (Солигорск)          |
| 7 июля 1993 | Динамо Минск              | 2:1  | Днепр (Могилёв)             |
| 7 июля 1993 | Динамо (Брест)            | 3:1  | Коммунальник (Пинск, Д2)    |
| 7 июля 1993 | Строитель (Старые Дороги) | 1:0  | Ведрич (Речица)             |
| 7 июля 1993 | Фандок (Бобруйск)         | 3:2  | Торпедо (Жодино, Д2)        |
| 7 июля 1993 | Торпедо (Минск)           | 3:1  | Альбертин (Слоним, Д2)      |
| 7 июля 1993 | Шинник (Бобруйск)         | 3:1  | Кардан Флайерс (Гродно, Д3) |
| 7 июля 1993 | КИМ (Витебск)             | 0:2  | Молодечно                   |

## 1/4 финала
Победитель определялся по итогам двух матчей.

### Первые матчи
| Дата         | Хозяева           | Счёт | Гости                     |
| ------------ | ----------------- | ---- | ------------------------- |
| 11 июля 1993 | Молодечно         | 1:0  | Шахтёр (Солигорск)        |
| 11 июля 1993 | Динамо Минск      | 1:0  | Торпедо (Минск)           |
| 11 июля 1993 | Динамо (Брест)    | 2:0  | Строитель (Старые Дороги) |
| 11 июля 1993 | Фандок (Бобруйск) | 0:0  | Шинник (Бобруйск)         |

### Ответные матчи
| Дата           | Хозяева                   | Счёт | Гости             | Сумма |
| -------------- | ------------------------- | ---- | ----------------- | ----- |
| 2 августа 1993 | Шахтёр (Солигорск)        | 0:1  | Молодечно         | 0:2   |
| 8 августа 1993 | Торпедо (Минск)           | 0:0  | Динамо Минск      | 0:1   |
| 8 августа 1993 | Строитель (Старые Дороги) | 0:1  | Динамо (Брест)    | 0:3   |
| 8 августа 1993 | Шинник (Бобруйск)         | 0:1  | Фандок (Бобруйск) | 0:1   |

## 1/2 финала
Победитель определялся по итогам двух матчей.

### Первые матчи
| Дата           | Хозяева           | Счёт | Гости          |
| -------------- | ----------------- | ---- | -------------- |
| 6 октября 1993 | Динамо Минск      | 4:0  | Динамо (Брест) |
| 6 октября 1993 | Фандок (Бобруйск) | 3:0  | Молодечно      |

### Ответные матчи
| Дата            | Хозяева        | Счёт | Гости             | Сумма |
| --------------- | -------------- | ---- | ----------------- | ----- |
| 28 октября 1993 | Динамо (Брест) | 0:2  | Динамо Минск      | 0:6   |
| 28 октября 1993 | Молодечно      | 1:1  | Фандок (Бобруйск) | 1:4   |

## Финал
| 24 июня 1994 | \| Динамо (Минск) \| 3:1 \| Фандок (Бобруйск) \| \| П. Качуро 20′ · Ю. Шуканов 68′ · С. Барановский 90′ \| Голы \| С. Яромко 28′ \| | Динамо, Минск Зрителей: 3000 Судья: Вадим Жук (Минск) |
| Динамо: Афанасенко, Лухвич (к), Тайков, Кашенцев, Островский, Чернявский, Майоров (Остриков, 46), Деменковец, Белькевич (Барановский, 86), Шуканов, Качуро (Путило, 76). Фандок: Ю. Свирков, Разумович, Шустиков, Хрипач (Тараканов, 81), Черепнёв, Савостиков, Э. Градобоев (Карпенко, 86), И. Градобоев, Кукар (к), Яромко, Омелюсик. ПРЕДУПРЕЖДЕНИЯ: Шуканов (23), Кашенцев (46), Качуро (57), Лухвич (72), Остриков (77) - Шустиков (33). | |                                                       |
| kick-off.by | |                                                       |
| Динамо (Минск) | 3:1 | Фандок (Бобруйск)                                     |
| П. Качуро 20′ · Ю. Шуканов 68′ · С. Барановский 90′ | Голы | С. Яромко 28′                                         |

| Обладатель Кубка Беларуси 1993/94 |
| --------------------------------- |
| Динамо (Минск) Второй кубок       |